# 26127 Otakasakajyo
26127 Otakasakajyo este un asteroid din centura principală, descoperit pe 19 ianuarie 1993, de Tsutomu Seki.